# 迈克尔·彻里
迈克尔·彻里（英語：Michael Cherry，1995年3月23日—）生于纽约，是一名美国男子田径运动员，主攻400米项目，曾就读于路易斯安那州立大學，并加入过该校的男子校队老虎队。他在正式从事田径运动前最主要练习橄榄球，后来在一名教练的建议下，他开始转攻田径。